# شان مارکس
شان مارکس (انگلیسی: Sean Marks؛ زادهٔ ۲۳ اوت ۱۹۷۵) بازیکن بسکتبال اهل ایالات متحده آمریکا است.
از باشگاه‌هایی که در آن بازی کرده‌است می‌توان به تورنتو رپترز، پورتلند تریل بلیزرز، میامی هیت، فینیکس سانز، و سن آنتونیو اسپرز اشاره کرد.